# Proces termodynamiczny
Proces termodynamiczny, zwany też przemianą termodynamiczną to każda, dowolna zmiana stanu termodynamicznego układu fizycznego. Ze względu na to, że wszystkie układy niepozostające w równowadze termodynamicznej stale ulegają jakimś zmianom, ustalenie początku i końca procesów termodynamicznych jest zwykle czysto umowne i zależy od sytuacji. 

## Rodzaje przemian
- Klasyfikacja procesów termodynamicznych ze względu na stałość określonych wartości funkcji stanu
  - przemiana izobaryczna (stałe ciśnienie p = const.)
  - przemiana izotermiczna (stała temperatura T = const.)
  - przemiana izochoryczna (stała objętość V = const.)
  - przemiana izentalpowa (stała entalpia H = const.)
  - przemiana adiabatyczna (brak wymiany ciepła z otoczeniem ΔQ = 0)
  - przemiana izentropowa - adiabatyczna odwracalna (brak wymiany ciepła z otoczeniem ΔQ = 0, stała entropia S = const.)
  - przemiana politropowa (pV n = const., gdzie n wykładnik politropy)

- Klasyfikacja procesów termodynamicznych, ze względu na ich odwracalność
  - proces odwracalny
  - proces nieodwracalny